# Juan Presta
Juan Salvador G. Presta – argentyński piłkarz, pomocnik.
Jako gracz klubu Porteño Buenos Aires wziął udział w turnieju Copa América 1920, gdzie Argentyna została wicemistrzem Ameryki Południowej. Presta zagrał w jednym meczu – z Brazylią.
Nadal jako gracz Porteño wziął udział w turnieju Copa América 1921, gdzie Argentyna pierwszy raz w swych dziejach zdobyła mistrzostwo Ameryki Południowej. Presta zagrał tylko w jednym meczu – z Paragwajem.
W latach 1920–1923 Presta rozegrał w reprezentacji Argentyny 8 meczów.